# Atletica leggera ai Giochi della XXXIII Olimpiade - 100 metri ostacoli
Ai Giochi della XXXIII Olimpiade la competizione dei 100 metri ostacoli si è svolta nei giorni dal 7 al 10 agosto 2024 presso lo Stade de France di Parigi.

## Presenze ed assenze delle campionesse in carica
| Competizione         | Atleta            | Prestazione | Parigi 2024 |
| -------------------- | ----------------- | ----------- | ----------- |
| Olimpiadi 2020       | Jasmine Camacho   | 12”37       | Presente    |
| Africani 2022        | Tobi Amusan       | 12”57       | Presente    |
| Commonwealth 2022    | Tobi Amusan       | 12”30       | Presente    |
| Asiatici 2022        | Lin Yuwei         | 12”74       | Presente    |
| Panamericani 2023    | Andrea Vargas     | 13”06       | Non qual.   |
| Mondiali 2023        | Danielle Williams | 12”43       | Presente    |
| Europei 2024         | C. Samba-Mayela   | 12”31       | Presente    |
|                      |                   |             |             |
| Mondiali junior 2022 | Kerrica Hill      | 12”77       | Non selez.  |

## Risultati
La competizione ha subito una modifica con l'introduzione di una fase di ripescaggio. Nel primo turno si disputano sei batterie, con le prime tre classificate di ogni batteria (Q) ed i tre migliori tempi delle escluse che accedono alle semifinali. Tutte le altre vanno al turno di ripescaggio (tranne coloro che non hanno finito la gara o sono state squalificate).

Il turno di ripescaggio si compone di tre batterie. Accedono alle semifinali le prime due classificate di ciascuna serie (Q). 

Riassumendo: per fare 24 semifinaliste, 18 provengono dalle batterie e le altre 6 dai ripescaggi.

Nelle tre semifinali, le prime due classificate di ciascuna delle tre serie e i due tempi più veloci accedono alla finale.

### Batterie

#### Batteria 1
| Pos. | Corsia | Atleta               | Nazionalità | Tempo | Note |
| ---- | ------ | -------------------- | ----------- | ----- | ---- |
| 1    | 9      | Tobi Amusan          | Nigeria     | 12"49 | Q    |
| 2    | 7      | Alaysha Johnson      | Stati Uniti | 12"61 | Q    |
| 3    | 4      | Janeek Brown         | Giamaica    | 12"84 | Q    |
| 4    | 2      | Mako Fukube          | Giappone    | 12"85 | q    |
| 5    | 3      | Sidonie Fiadanantsoa | Madagascar  | 12"92 |      |
| 6    | 8      | Wu Yanni             | Cina        | 12"97 |      |
| 7    | 5      | Maayke Tjin-A-Lim    | Paesi Bassi | 12"98 |      |
| 8    | 6      | Maribel Caicedo      | Ecuador     | 13"05 |      |

#### Batteria 2
| Pos. | Corsia | Atleta                | Nazionalità   | Tempo | Note |
| ---- | ------ | --------------------- | ------------- | ----- | ---- |
| 1    | 2      | Jasmine Camacho-Quinn | Porto Rico    | 12"42 | Q    |
| 2    | 9      | Cindy Sember          | Gran Bretagna | 12"62 | Q    |
| 3    | 8      | Pia Skrzyszowska      | Polonia       | 12"72 | Q    |
| 4    | 7      | Denisha Cartwright    | Bahamas       | 12"89 |      |
| 5    | 4      | Yumi Tanaka           | Giappone      | 12"90 |      |
| 6    | 6      | Ebony Morrison        | Liberia       | 12"93 |      |
| 7    | 3      | Celeste Mucci         | Australia     | 13"05 |      |
| 8    | 5      | Emelia Chatfield      | Haiti         | 13"06 |      |

#### Batteria 3
| Pos. | Corsia | Atleta              | Nazionalità | Tempo | Note |
| ---- | ------ | ------------------- | ----------- | ----- | ---- |
| 1    | 6      | Masai Russell       | Stati Uniti | 12"53 | Q    |
| 1    | 9      | Nadine Visser       | Paesi Bassi | 12"53 | Q    |
| 3    | 3      | Cyrena Samba-Mayela | Francia     | 12"56 | Q    |
| 4    | 8      | Charisma Taylor     | Bahamas     | 12"78 | q    |
| 5    | 2      | Mariam Abdul-Rashid | Canada      | 12"80 | q    |
| 6    | 7      | Reetta Hurske       | Finlandia   | 12"96 |      |
| 7    | 5      | Gréta Kerekes       | Ungheria    | 13"50 |      |
| 8    | 4      | Michelle Jenneke    | Australia   | 20"85 |      |

#### Batteria 4
| Pos. | Corsia | Atleta            | Nazionalità | Tempo | Note |
| ---- | ------ | ----------------- | ----------- | ----- | ---- |
| 1    | 9      | Danielle Williams | Giamaica    | 12"59 | Q    |
| 2    | 6      | Sarah Lavin       | Irlanda     | 12"73 | Q    |
| 3    | 2      | Ditaji Kambundji  | Svizzera    | 12"81 | Q    |
| 4    | 4      | Marione Fourie    | Sudafrica   | 12"91 |      |
| 5    | 8      | Laëticia Bapté    | Francia     | 13"04 |      |
| 6    | 5      | Luca Kozák        | Ungheria    | 13"11 |      |
| 7    | 3      | Jyothi Yarraji    | India       | 13"16 |      |
|      | 7      | Yoveinny Mota     | Venezuela   | dq    |      |

#### Batteria 5
| Pos. | Corsia | Atleta            | Nazionalità | Tempo | Note |
| ---- | ------ | ----------------- | ----------- | ----- | ---- |
| 1    | 3      | Ackera Nugent     | Giamaica    | 12"65 | Q    |
| 2    | 2      | Devynne Charlton  | Bahamas     | 12"71 | Q    |
| 3    | 9      | Grace Stark       | Stati Uniti | 12"72 | Q    |
| 4    | 5      | Liz Clay          | Australia   | 12"94 |      |
| 5    | 4      | Lotta Harala      | Finlandia   | 12"97 |      |
| 6    | 7      | Viktória Forster  | Slovacchia  | 13"08 |      |
| 7    | 6      | Lin Yuwei         | Cina        | 13"24 |      |
| 8    | 8      | Michelle Harrison | Canada      | 13"40 |      |

### Ripescaggi
Si qualificano per le semifinali le prime due di ogni serie (Q).

#### Ripescaggio 1
| Pos. | Corsia | Atleta            | Nazionalità | Tempo | Note |
| ---- | ------ | ----------------- | ----------- | ----- | ---- |
| 1    | 4      | Marione Fourie    | Sudafrica   | 12"79 | Q    |
| 2    | 5      | Maayke Tjin-A-Lim | Paesi Bassi | 12"87 | Q    |
| 3    | 2      | Viktória Forster  | Slovacchia  | 12"88 |      |
| 4    | 8      | Jyothi Yarraji    | India       | 13"17 |      |
| 5    | 7      | Gréta Kerekes     | Ungheria    | 13"20 |      |
| 6    | 3      | Emelia Chatfield  | Haiti       | 13"24 |      |
| 7    | 6      | Michelle Jenneke  | Australia   | 13"86 |      |

#### Ripescaggio 2
| Pos. | Corsia | Atleta            | Nazionalità | Tempo | Note |
| ---- | ------ | ----------------- | ----------- | ----- | ---- |
| 1    | 4      | Ebony Morrison    | Liberia     | 12"82 | Q    |
| 2    | 2      | Maribel Caicedo   | Ecuador     | 12"83 | Q    |
| 3    | 6      | Reetta Hurske     | Finlandia   | 12"83 |      |
| 4    | 8      | Laëticia Bapté    | Francia     | 12"92 |      |
| 5    | 3      | Celeste Mucci     | Australia   | 13"00 |      |
| 6    | 5      | Lin Yuwei         | Cina        | 13"13 |      |
| 7    | 7      | Michelle Harrison | Canada      | 13"30 |      |

#### Ripescaggio 3
| Pos. | Corsia | Atleta               | Nazionalità | Tempo | Note                                     |
| ---- | ------ | -------------------- | ----------- | ----- | ---------------------------------------- |
| 1    | 6      | Lotta Harala         | Finlandia   | 12"86 | Q                                        |
| 2    | 8      | Yumi Tanaka          | Giappone    | 12"89 | Q                                        |
| 3    | 2      | Luca Kozák           | Ungheria    | 12"96 | Miglior prestazione personale stagionale |
| 4    | 3      | Wu Yanni             | Cina        | 12"98 |                                          |
| 5    | 5      | Liz Clay             | Australia   | 12"99 |                                          |
| 6    | 7      | Sidonie Fiadanantsoa | Madagascar  | 13"12 |                                          |
| 7    | 4      | Denisha Cartwright   | Bahamas     | 13"45 |                                          |

### Semifinali
Si qualificano per la finale le prime due di ogni semifinale (Q) e le successive atlete con i 2 migliori tempi (q).

#### Semifinale 1
| Pos. | Corsia | Atleta              | Nazionalità | Tempo | Note                          |
| ---- | ------ | ------------------- | ----------- | ----- | ----------------------------- |
| 1    | 4      | Grace Stark         | Stati Uniti | 12"39 | Q                             |
| 2    | 7      | Devynne Charlton    | Bahamas     | 12"50 | Q                             |
| 3    | 6      | Tobi Amusan         | Nigeria     | 12"55 |                               |
| 4    | 8      | Pia Skrzyszowska    | Polonia     | 12"55 |                               |
| 5    | 3      | Mariam Abdul-Rashid | Canada      | 12"60 | Miglior prestazione personale |
| 6    | 5      | Danielle Williams   | Giamaica    | 12"82 |                               |
| 7    | 9      | Yumi Tanaka         | Giappone    | 12"91 |                               |
|      | 2      | Ebony Morrison      | Liberia     | dq    |                               |

#### Semifinale 2
| Pos. | Corsia | Atleta           | Nazionalità | Tempo | Note                          |
| ---- | ------ | ---------------- | ----------- | ----- | ----------------------------- |
| 1    | 4      | Alaysha Johnson  | Stati Uniti | 12"34 | Q                             |
| 2    | 7      | Nadine Visser    | Paesi Bassi | 12"43 | Q                             |
| 3    | 8      | Charisma Taylor  | Bahamas     | 12"63 | Miglior prestazione personale |
| 4    | 9      | Maribel Caicedo  | Ecuador     | 12"67 |                               |
| 5    | 6      | Ditaji Kambundji | Svizzera    | 12"68 |                               |
| 6    | 4      | Sarah Lavin      | Irlanda     | 12"69 |                               |
| 7    | 9      | Janeek Brown     | Giamaica    | 12"92 |                               |
| 8    | 2      | Lotta Harala     | Finlandia   | 13"05 |                               |

#### Semifinale 3
| Pos. | Corsia | Atleta                | Nazionalità   | Tempo | Note |
| ---- | ------ | --------------------- | ------------- | ----- | ---- |
| 1    | 5      | Jasmine Camacho-Quinn | Porto Rico    | 12"35 | Q    |
| 2    | 7      | Masai Russell         | Stati Uniti   | 12"42 | Q    |
| 3    | 4      | Ackera Nugent         | Giamaica      | 12"44 | q    |
| 4    | 6      | Cyrena Samba-Mayela   | Francia       | 12"52 | q    |
| 5    | 3      | Mako Fukube           | Giappone      | 12"89 |      |
| 6    | 9      | Marione Fourie        | Sudafrica     | 13"01 |      |
| 7    | 2      | Maayke Tjin-A-Lim     | Paesi Bassi   | 13"03 |      |
|      | 8      | Cindy Sember          | Gran Bretagna | dnf   |      |

### Finale

Video della Finale

| Pos. | Corsia | Atleta                | Nazionalità | Reazione allo sparo | Tempo | Note |
| ---- | ------ | --------------------- | ----------- | ------------------- | ----- | ---- |
|      | 5      | Masai Russell         | Stati Uniti | 0"137               | 12"33 |      |
|      | 2      | Cyréna Samba-Mayela   | Francia     | 0"143               | 12"34 |      |
|      | 7      | Jasmine Camacho-Quinn | Porto Rico  | 0"173               | 12"36 |      |
| 4    | 3      | Nadine Visser         | Paesi Bassi | 0"134               | 12"43 |      |
| 5    | 4      | Grace Stark           | Stati Uniti | 0"161               | 12"43 |      |
| 6    | 8      | Devynne Charlton      | Bahamas     | 0"203               | 12"56 |      |
| 7    | 6      | Alaysha Johnson       | Stati Uniti | 0"151               | 12"93 |      |
|      | 9      | Ackera Nugent         | Giamaica    | 0"138               | dnf   |      |